# 地籍测量
地籍测量是一种调查和测定地籍要素、编制地籍图、建立和管理地籍信息系统的技术，主要内容包括地籍调查、地籍平面控制测量、土地界址点测定、地籍图绘制和土地面积计算等。地籍测量的的重要成果之一是地籍图，因此地籍图测绘在地籍测量乃至地籍管理中都起着至关重要的作用。

## 地籍调查
地籍调查是指在遵守国家法律规定的基础上，采用行政与法律手段及科学的方法对土地及土地附着物的权属、数量、位置、质量及利用现状进行调查，获取并表达地籍信息的工作，是土地管理、税收与城乡规划、房产管理、国土整治与开发等工作的资料基础。根据时间和任务的不同，可分为初始地籍调查和变更地籍调查。

## 地籍图测绘
为满足地籍图测绘的需要，前期需进行控制测量。因地籍图是平面图，一般不要求高程测量，所以一般仅需进行平面控制测量即可。一般要求平面控制网采用的坐标系统应与国家或城市的坐标系统相统一。界址点的测量可采用图解、图析的方法，现代地籍测量一般采用野外直接采集角度与距离来计算界址点坐标的解析法。地籍图的测绘目前主要是以计算机成图为主。